# Liste der Völker im Sudan
Dies ist eine Liste der Völker im Sudan und Südsudan.
Sudan und Südsudan sind Vielvölkerstaaten mit über hundert verschiedenen Ethnien und Sprachen. Hierbei sind die größeren Ethnien oft in Untergruppen unterteilt.
| Volk | Sprache                                          | Bevölkerungszahl | Bevölkerungszahl | Gebiet                                                                   |
| --- | ------------------------------------------------ | ---------------- | ---------------- | ------------------------------------------------------------------------ |
| Acholi | Acholi                                           | 30.000–50.000    | (a)              | Südsudan/Uganda (Acholiland)                                             |
| Anuak (Anyuak, Anywak) | Anyua                                            | 100.000          | (a)              | Südsudan/Äthiopien                                                       |
| Azande (Zande) | Azande                                           | 350.000          | (1982, b)        | Südwest-Sudan/Demokratische Republik Kongo, Zentralafrikanische Republik |
| Baggara (Baqqara) - Misseriye - Rizeigat | Arabisch                                         | 452.000 303.000  | (c)              | Nordsudan (Kordofan, Darfur)/andere Sahelländer                          |
| Bari | Bari                                             | 60.000–70.000    | (a)              | Südost-Sudan (um Juba)                                                   |
| Bedscha (Beja) - Ababde - Beni Amer - Bischarin - Hadendoa (Hadendowa) - Hedareb                                                                        | Bedscha (Bedawi)                                 | 951.000          | (1982, b)        | Ostsudan/Ägypten, Äthiopien, Eritrea                                     |
| Berta (Beni Shangul) | Berta                                            | 22.000           | (b)              | Südsudan/Äthiopien                                                       |
| Berti | Berti                                            | 252.000          | (c)              | Darfur, Kordofan                                                         |
| Burun (Maban) | Burun                                            | 100.000          | (a)              | Südsudan                                                                 |
| Daju (Dajo, Dadschu) | Daju-Sprachen                                    | 161.750          | (b)              | Enklaven in Darfur, Südsudan und den Nubabergen/Tschad                   |
| Didinga (Xaroxa) | Murle-Didinga                                    | 60.000           | (a)              | Südsudan (Didinga Hills bei Kapoita)                                     |
| Dinka (Jieng, Muonyjang) - Agier - Aliab - Alor - Bor - Ciec - Gok - Hol - Luac - Malual (Malwal) - Ngok - Nyarweng - Rek - Renk - Ruweng - Thoi - Twic | Dinka                                            | 2,5–3,0 Mio.     | (a)              | Südsudan (Bahr al-Ghazal), Abyei                                         |
| Dongotono (Dongotona) | Dongotono                                        | 6.200            | (2000, b)        | Südsudan (Dongotono Hills südöstlich von Torit)                          |
| Fulbe | Fulfulde                                         | 90.000           | (1982, b)        | Sudan/Westafrika                                                         |
| Fur | Fur                                              | 500.000          | (1983, b)        | Darfur                                                                   |
| Gumuz | Gumuz                                            | 40.000           | (b)              | Südsudan (Fazogli)/Äthiopien                                             |
| Hausa-Fulani | Hausa                                            | 489.000          | (2001, b)        | Nordsudan/Westafrika                                                     |
| Ingessana (Gaam, Tabi) | Gaam                                             | 67.000           | (2000, b)        | zwischen Weißem und Blauem Nil, Tabi Hills bei Er Roseires               |
| Kakwa | Kakwa (Bari Kakwa)                               | 40.000           | (1978, b)        | Südsudan (Yei)/Demokratische Republik Kongo, Uganda                      |
| Kanuri | Kanuri                                           | 195.000          | (1993, b)        | Nordsudan/Nigeria, Tschad, Kamerun, Niger                                |
| Kwama |                                                  |                  |                  | Sudan/Äthiopien                                                          |
| Maba | Maba                                             | 52.000           | (c)              | Sudan/Tschad                                                             |
| Masalit | Masalit                                          | 173.810          | (2001, b)        | Darfur/Tschad                                                            |
| Murle | Murle                                            | 300.000–400.000  | (a)              | Südsudan (Dschunqali)/Äthiopien                                          |
| Ndogo | Ndogo                                            | 23.000           | (2000, b)        | Südsudan                                                                 |
| Niloten (umfasst Acholi, Anuak, Bari, Dinka, Lango, Lotuko, Nuer, Schilluk, Toposa)                                                                     | nilotische Sprachen                              |                  |                  | Südsudan/Ostafrika                                                       |
| Nuba - Dilling - Heiban - Kadaru - Kanga - Karko - Katla - Keiga - Koalib - Krongo - Logol - Mesakin - Moro - Nyimang - Otoro - Taqali - Talodi - Tira  | verschiedene kordofanische und nubische Sprachen | über 1 Mio.      | [ 4 ]            | Nubaberge                                                                |
| Nubier | Nubisch                                          | 222.000          | (c)              | am Nil in Nordsudan/Ägypten                                              |
| Nuer (Naath) - Bul - Dok - Gawaar - Jagei - Jaikany - Jikany - Leek - Lou - Nyuong                                                                      | Nuer                                             | 2 Mio.           | (a)              | Südsudan/Äthiopien                                                       |
| Rashaida | Arabisch                                         | 83.000           | (c)              | Ostsudan/Eritrea                                                         |
| Schilluk (Shuluk, Chollo) | Schilluk                                         | 500.000          | (a)              | um Malakal, am Weißen Nil                                                |
| Somali | Somali                                           | 1.300            | (c)              | als Flüchtlinge in Sudan/Somalia, Kenia, Äthiopien, Dschibuti            |
| Surma (Suri) | Surma                                            | 1.000            | (1983, b)        | Südost-Sudan/Äthiopien                                                   |
| Toposa | Toposa                                           | 700.000–750.000  | (a)              | Südsudan (um Kapoita)                                                    |
| Zaghawa | Zaghawa                                          | 102.000          | (b)              | Darfur/Tschad                                                            |